# Raiffeisenbank Eberhardzell-Ummendorf
Die Raiffeisenbank Eberhardzell-Ummendorf eG war eine Genossenschaftsbank mit Sitz in Ummendorf. 

## Geschäftsgebiet
Ihr Geschäftsgebiet umfasste den südlichen Teil des Landkreises Biberach (Umlachtal und Rißtal).

## Fusion
Im Jahr 2015 schlossen sich die Raiffeisenbank Eberhardzell-Ummendorf eG, die Raiffeisenbank Risstal eG und die Raiffeisenbank Oberessendorf eG zur Raiffeisenbank Riss-Umlach eG mit Sitz in Ummendorf zusammen, die seit der Fusion mit der ehemaligen Raiffeisenbank Rottumtal eG im Jahr 2017 als Raiffeisenbank Biberach eG firmiert, deren juristischer Sitz weiterhin in Ummendorf ist.
Koordinaten: 48° 3′ 49,7″ N, 9° 49′ 45,6″ O